# Хулио Алехандро
Хулио Алехандро (на испански: Julio Alejandro) е испански сценарист и поет, живял дълго време в изгнание в Мексико.
Автор е на сценариите на повече от 60 филма, сред които някои от най-известните филми на Луис Бунюел - „Симон пустинникът“, „Назарин“, „Тристана“, „Виридиана“.

## Биография

### Ранни години
Хулио Алехандро е роден на 27 февруари 1906 година в Уеска, Арагон. В детството си често прекарва лятото в Булбуенте и в Сан Себастиан, където се появява любовта му към морето. След като завършва гимназия в Мадрид през 1922 година, той постъпва във Военноморското училище.
Алехандро служи в испанския военноморски флот и по време на Рифската война е в Хосейма, където вижда водача на бунтовниците Абд ел-Крим. По време на службата си е наказван многократно за четене по време на дежурство. През 1924 година пътува с кораба „Блас де Лесо“ до Шанхай и става свидетел на влизането в града на войските на Чан Кайши. Връща се в Мадрид с японски кораб.

### Испанската република
По време на пътуванията си Хулио Алехандро започва да пише стихове. След връщането му в Испания баща му го насърчава да ги покаже на известния поет Антонио Мачадо. Мачадо става автор на предговора на първата стихосбирка на Алехандро – „La voz apasionada“ (1932).
Малко по-късно Алехандро напуска флота и постъпва в Мадридския университет, за да учи философия и литература. Сред неговите състуденти са видни представители на Поколението от 1936-а, като Луис Росалес, Леополдо Панеро, Хуан Панеро, Лиус Фелипе Виванко.

## Други
- Автор на предговора към първата стихосбирка на Хулио Алехандро „La voz apasionada“ е Антонио Мачадо.